# The Mummy’s Ring
A The Mummy’s Ring Carl Barks író és rajzoló 1943-ban megjelent képregénye Donald kacsa főszereplésével. A történetet a Dell Comics Four Color című sorozatának 29. számában adták ki először, melyben Donald egy múzeumi látogatásuk során eltűnt unokaöccse megmentésére indul. A feltételezett emberrablókat követve jut el Egyiptomba, mely során egy rejtélyes múmiával is szembekerül.
A képregény mérföldkőnek számít Barks képregényalkotói pályafutásában. A korábbi rövidebb, legfeljebb tíz oldalas történetek után a The Mummy’s Ring volt az első nagyobb terjedelmű mű, melyen íróként és rajzolóként is önállóan dolgozott. A képregényben már felfedezhetőek Barks későbbi munkáit jellemzően meghatározó törekvései, hogy kitalált kalandjainak szereplőit minél valósághűbben ábrázolt környezetbe helyezze.

## A történet megszületése és megjelenése

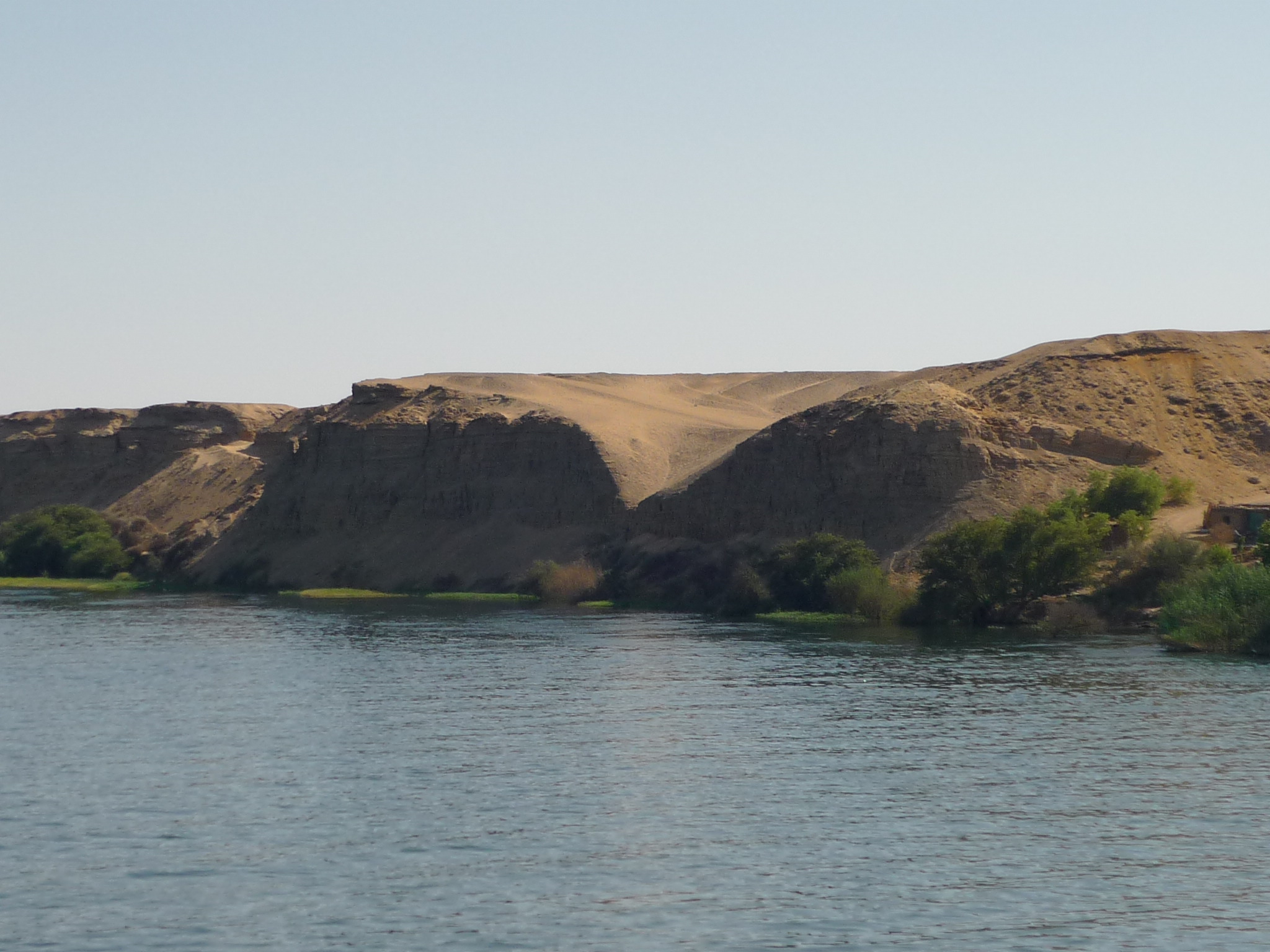
Carl Barks az egyiptomi táj és környezet hű ábrázolására törekedett a történetben.

Carl Barks 1943-ban készítette el a The Mummy’s Ringet, mely az első nagyobb terjedelmű Donald kacsa-képregénye volt, melynek egy személyben volt írója és rajzolója. Barks ekkor még kezdőnek számított a képregényalkotás területén, ezért a Western Publishing szerkesztője, Eleanor Packer előre bekérte tőle a The Mummy’s Ring szkriptjét. Packer nagyobb változtatásokat javasolt a történet végén, de miután a második változatot összevetette az eredetivel, úgy döntött, hogy Barks maradjon az első verziónál. Barks későbbi nyilatkozata szerint Packernek nem volt érzéke a cselekménybeli időzítéshez, amiben ő korábbi munkája során, a Disney stúdió animációs filmjeinek elkészítésében való közreműködése során szerzett hasznos tapasztalatokat. Az eset után Packer is elismerte Barks hozzáértést. A képregényalkotótól az ezt követő évek során csak nagyon ritkán kérték, hogy előzetesen küldje be ötletei vázlatát a szerkesztőségbe.
A The Mummy’s Ring Barks korai rémtörténetei közé tartozik. A cselekmény forrása egy folyóirat cikke volt, ami az egyiptomi ásatásokról, feltárt műkincsekről és az ősi temetkezési szokásokról írt, többek között arról a hagyományról is, hogy az elhunyt mellé hétköznapi használati tárgyakat és ételt helyeztek a sírba. A történet egy másik ihletője Boris Karloff 1932-es A múmia című horrorfilmje, valamint az ezt követő, hasonló témakörre épülő filmalkotások, melyek az 1930-as, 1940-es években megteremtették az életre kelt, bosszúszomjas múmiák mítoszát a populáris kultúrában. Barks igyekezett történetének képi világát hitelessé tenni. Egyiptom környezetét, a helybeliek ruházatát, az épületeket és tárgyakat a National Geographic magazin cikkeinek leírása és fényképei alapján rajzolta meg. Bár név nélkül, de a történet képein feltűnik többek között Luxor látképe, Hatsepszut halotti temploma, a Dzsószer-, és a Mejdúmi piramis, valamint a Memnón-kolosszusok. Barks emellett egyik volt munkatársa, Chuck Couch karikatúráját is lehelyezte a képregény hetedik oldalának hetedik paneljén, egy körözési plakáton.
Carl Barks 1943. május 10-én adta le a huszonnyolc oldalas The Mummy’s Ringet a Western Publishing, a Dell Publishing partnercége számára. A történet a Four Color 29. számában jelent meg. Az eredeti kiadást követően a történetet még több alkalommal kiadták, először 1965-ben, az Uncle Scrooge and Donald Duck első számában. Az ebben a füzetben megjelenő változathoz Barksnak újra el kellett készítenie az első, a tizenhatodik és tizenhetedik oldal tusrajzát, mivel a kiadó, Barks feltételezése szerint, vagy nem találta az eredetieket, vagy azok megsérültek.

## A cselekmény
|  | Alább a cselekmény részletei következnek! |

Donald az újságban olvassa, hogy El Dagga bégje a helyi múzeumból visszaviteti két ősének földi maradványait hazájába. Tiki, Niki és Viki, Donald unokaöccsei, ragaszkodnak hozzá, hogy nézzék meg a múmiákat, mielőtt elszállítják őket. Útban a múzeumba találkoznak egy idegen férfival, aki el akar adni Donaldnak egy gyűrűt. Miután Donald nem hajlandó pénzt adni érte, a férfi ingyen odaadja neki, mondván, neki amúgy is csak balszerencsét hozott, mióta „rátalált”. Donaldék alaposabban megnézik a gyűrűt, és felfedezik, hogy azt ugyanaz a három kígyót ábrázoló jel díszíti, mint az újságban látott múmiák szarkofágjait. Hirtelen feltűnik egy másik férfi is, aki el akarja venni Donaldtól a gyűrűt, de unokaöccseinek köszönhetően sikerül elmenekülniük. A gyűrű eközben rászorul Tiki ujjára, amit Donald azzal nyugtáz, hogy így legalább nem fogják elhagyni.
Alighogy Donaldék a múzeumba érnek és vetnek néhány pillantást a múmiákra, a bég követei már el is kezdik előkészíteni azokat az elszállításra. A rövid látogatás után kifelé indulva Tiki észreveszi, hogy elhagyta a sapkáját, így visszamegy a szarkofágokhoz megkeresni. Miután Tiki nem tér vissza és a múzeumban sem találják, Donaldék a rendőrségre mennek bejelenteni a fiú eltűnését. Arra gyanakszanak, hogy a bég gyanús külsejű nagykövetei rabolhatták el, de mivel a rendőrök abszurdnak tartják az ötletet, Donald, Niki és Viki maguk indulnak felkutatni őket. Matrózként sikerül feljutniuk a követek hajójára, ahol kétszer is szembetalálkoznak az egyik múmiával, ami látszólag feltámadt és igencsak éhes. Donald riadalmára összecsődül a hajó legénysége. A követek kisvártatva ételeket hozatnak a szarkofágok mellé, mivel hitük szerint a halottak mellé áldozatot kell helyezni. Véleményük szerint az amerikai múzeumban ezt nyilvánvalóan elmulasztottak, a múmiák pedig biztosan megéheztek. Donaldékat az út végig fogdába zárják. Fogságuk ideje alatt arra a következtetésre jutnak, hogy valószínűleg nem is a követek rabolták el Tikit és hogy a múmiák valójában nem is múmiák. Az egyik biztosan Tiki, a másik pedig maga az emberrabló, aki a múzeumban a szarkofágban rejtőzött el, de már nem volt ideje megszöknie.
Miután kikötnek a Nílus partján, a követek a szarkofágokkal egy másik hajóba szállnak át, Donaldék pedig egy kis csónakon követik őket. Némi viszontagság után sikerül utolérniük a hajót és bejutni abba a templomba, ahol a bég ismét örök nyugalomra akarja helyezni őseit. Miután elmagyarázzák a helyzetet a bégnek, az haragra gerjed a múmiák megszentségtelenítéséért, és elevenen akarja eltemettetni azokat, aki a szarkofágokba bújtak, bárkik is legyenek azok. Mikor azonban meghallja, hogy a kígyókat mintázó jelvényt viselő gyűrű az egyik szarkofágban van, kinyittatja azokat. Kiderül, hogy az egyik múmia valóban Tiki, a másik pedig az a férfi, aki korábban erővel próbálta megszerezni Donaldtól a gyűrűt. A bég végül megenyhül, megkegyelmez a kacsáknak, és a gyűrű megtalálásáért gazdagon megjutalmazza őket.
|  | Itt a vége a cselekmény részletezésének! |

## A történet motívumai és jelentősége
Bár Carl Barksra a történet megalkotásakor hatással volt Boris Karloff 1932-es A múmia című horrorfilmje is, a The Mummy’s Ringben megjelenő idegengyűlölet motívuma inkább az 1940-es A múmia bosszúja című filmet idézi. Míg Karloff filmjének központjában egy természetellenes szerelem áll, addig az utóbbiban bosszúszomjas helybeliek próbálnak megszabadulni a külföldi betolakodóktól, az amerikai régészektől. A The Mummy’s Ring történetében ezt tükrözve, Tom Andrae megítélése szerint, El Dagga bégje erőszakos, zsarnoki, „hitleri figuraként” jelenik meg, aki erőszakosan akarja megtisztítani országát a modern értékektől és visszavezetni népét annak ősi gyökereihez.
A The Mummy’s Ring az egyik jelentős példája annak, hogy a hosszabb, húsz–harminc oldalas terjedelmű történetekben a szülő és a gyermek, így például Donald és unokaöccsei közötti kapcsolat ábrázolása milyen változásokon ment keresztül a kor rövidebb, tíz oldalas Disney-képregényei és a stúdió rövid animációs filmjeihez képest. Míg az utóbbiakban a szülő és gyermek általában szemben álló felekként jelentek meg, addig az előbbiben már egymás oldalán állnak. A fiatalok ügyességüket és találékonyságukat nem a szülő „legyőzése”, hanem annak megmentése érdekében használják fel.
A képregény mérföldkőnek számít Barks képregényalkotói pályafutásában és fejlődésében. Amellett, hogy ez volt az első nagyobb terjedelmű történet, melyen egyedül dolgozott, a The Mummy’s Ringben megmutatkozott Barks azon törekvése is, hogy rajzaiban minél hűebben adja vissza a kitalált kalandok helyszínéül szolgáló valós helyekről mintázott környezetet. Tom Andrae véleménye szerint azonban technikája, ahogyan későbbi történeteiben a valósághű környezetet és a kitalált szereplőket egyedi módon ötvözi, még kiforratlan. Barks saját bevallása szerint gyakran megesett, hogy csak azért alkotott meg egy történetet, mert egy bizonyos helyszínt szeretett volna megrajzolni. A The Mummy’s Ring paneljein Egyiptom egzotikus látványosságai nem teljesen olvadnak bele a cselekménybe, Andrae megfogalmazása szerint a hátterek gyakran „képeslapokra” emlékeztetnek, Barks pedig gyakran szereplőin keresztül irányítja rájuk az olvasó figyelmét. Emellett a Barks későbbi történeteire jellemző egyensúly a melodráma, a komédia és rémtörténetek ijesztő elemei között, valamint a végkifejlet utáni ironikus csattanó még hiányzik a The Mummy’s Ringből.